# Ludzie jak bogowie (powieść Siergieja Sniegowa)
Ludzie jak bogowie (ros. Ludi kak bogi - Люди как боги) – trzytomowa powieść science-fiction Siergieja Sniegowa opublikowana w latach 1966–1977. W polskim przekładzie Tadeusza Goska dwa pierwsze tomy wydano zbiorczo pod tytułem Dalekie szlaki w 1972 r. przez wydawnictwo Iskry w serii Fantastyka-Przygoda. Całość ukazała się w 1988 r., wydana przez wydawnictwo Współpraca.
Tytuł powieści nawiązuje do powieści o tym samym tytule Herberta George’a Wellsa.

## Tytuły tomów
- Dalekie szlaki (w 2013 wydany pod tytułem Galaktyczny zwiad) (Галактическая разведка - Gałakticzeskaja razwiedka)
- W Perseuszu (Вторжение в Персей - Wtorżenije w Piersiej)
- Pętla wstecznego czasu (Кольцо обратного времени - Kolco obratnogo wriemieni)